# Ingrid Syrstad Engen
Ingrid Syrstad Engen, född den 29 april 1998, är en norsk fotbollsspelare som spelar för FC Barcelona i Spanien. Hon har tidigare representerat bland annat LSK Kvinner i Norge och VFL Wolfsburg i Tyskland.

## Klubbkarriär
I december 2018 värvades Engen av Vfl Wolfsburg. Hon lånades direkt tillbaka till LSK Kvinner på ett låneavtal fram till sommaren 2019. Den 6 juli 2021 värvades Engen av FC Barcelona, där hon skrev på ett tvåårskontrakt. I januari 2023 förlängde Engen sitt kontrakt i klubben fram till juni 2025.

## Landslagskarriär
Engen ingick i Norges lag under VM i Frankrike 2019.